# خدمت دولتی محافظت ویژه جمهوری آذربایجان
خدمت دولتی محافظت ویژه جمهوری آذربایجان (ترکی آذربایجانی: Azərbaycan Respublikası Xüsusi Dövlət Mühafizə Xidməti) یک قوه مجریه مرکزی می‌باشد، که مسؤولیت حفاطت از ادارات مهم دولتی و ادارات مهم حفاظت شده و نیز سازماندهی استفاده، امنیت و پیشرفت ارتباطات ریاست جمهوری، شبکه ارتباطی ویژه دولت و شبکه‌های خاص سیستم‌های ارتباطی و مخابراتی نهادهای دولتی را عهده‌دار است.